# Madri (canção)
Madri é uma canção composta por Fernando Fakri de Assis, o Sorocaba, da dupla Fernando & Sorocaba e gravada, em sua primeira versão do ano de 2010, pela Som Livre.